# Coelotes tokunoshimaensis
Coelotes tokunoshimaensis är en spindelart som beskrevs av Matsuei Shimojana 2000. Coelotes tokunoshimaensis ingår i släktet Coelotes och familjen mörkerspindlar. Inga underarter finns listade i Catalogue of Life.